# فرانسه آزاد
فرانسهٔ آزاد (به فرانسوی: France Libre) دولت در تبعیدی بود که در طی جنگ جهانی دوم به رهبری شارل دو گل تشکیل‌شد. این دولت از متفقین جنگ جهانی دوم شمرده می‌شد. دولت فرانسهٔ آزاد در ژوئن ۱۹۴۰ میلادی در لندن برپاشد و از مقاومت فرانسه پشتیبانی نموده با نیروهای محور و فرانسه ویشی در ستیز بود. فرانسهٔ آزاد پس از آزادسازی فرانسه هم تا ۱۹۴۶ میلادی که جمهوری چهارم فرانسه تشکیل‌شد، دولت حاکم این کشور بود.

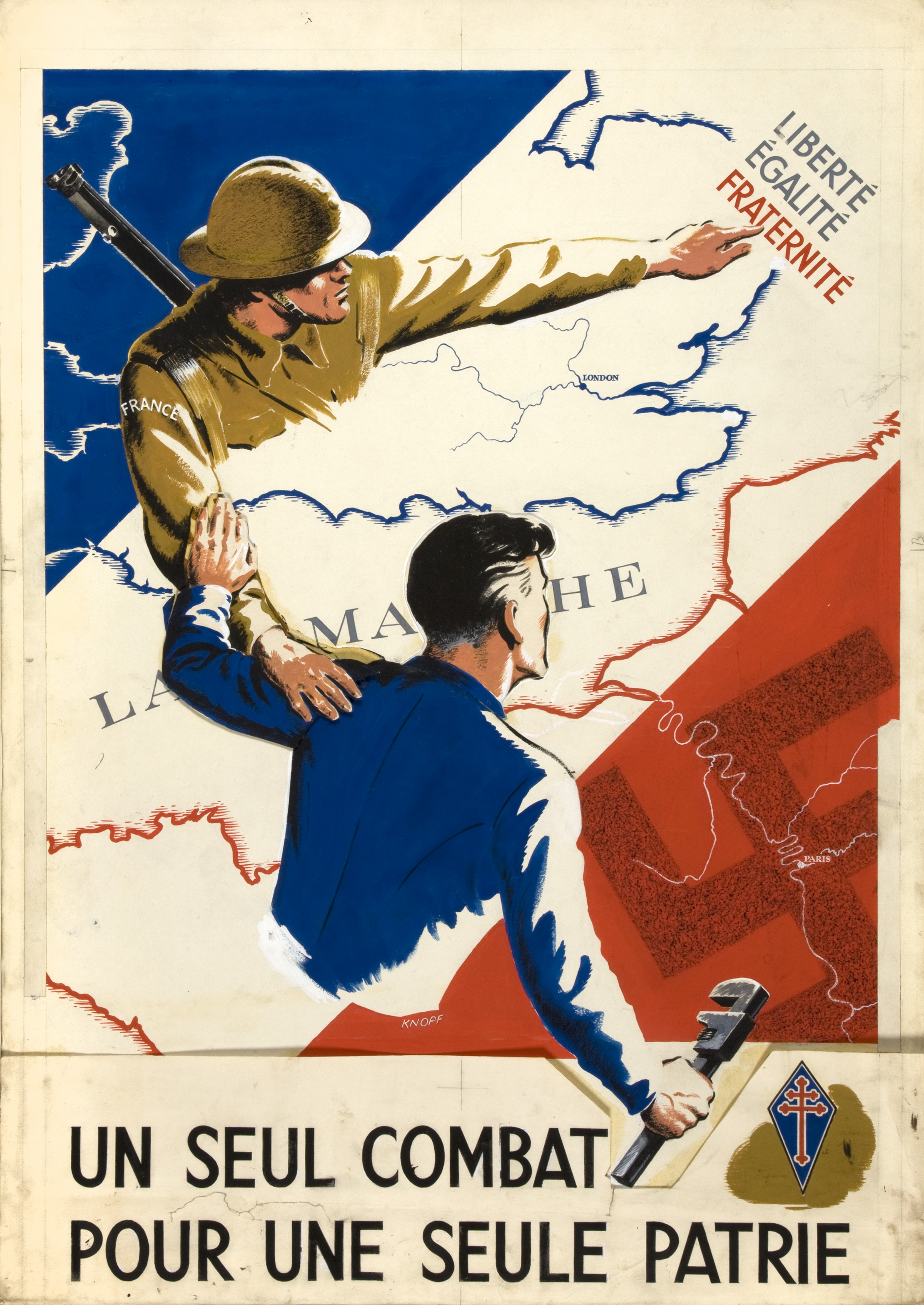
یک پوستر تبلیغاتی فرانسهٔ آزاد

پس از اشغال فرانسه در سال ۱۹۴۰ و اعلام تسلیم فرانسه توسط مارشال پتن، شارل دوگل تسلیم را نپذیرفت و به بریتانیا فرار ‌‌کرد. او در لندن، از طریق رادیو، از مردم فرانسه درخواست کرد تا مقاومت کرده و تسلیم نیروهای آلمان نازی نشوند. بدین طریق، اولین هسته های مقاوت فرانسه آغاز شد. دوگل همچنین به طور مداوم از صنعتگران، مهندسان و نظامیان فرانسوی میخواست که در لندن به او بپیوندند. دوگل در نهایت در ژوئن ۱۹۴۴ در نبرد نرماندی، به همراه نیروهای متفقین، حملات را برای بازپس گیری کشور خود آغاز کرده و در نهایت، موفق به بیرون راندن ارتش آلمان نازی از خاک فرانسه می‌شود.  